# Drużynowe Mistrzostwa Świata na Żużlu 1975
Drużynowe Mistrzostwa Świata na Żużlu 1975 – szesnasta edycja w historii.

## Eliminacje

### Runda kontynentalna

#### Pierwszy ćwierćfinał
nieznany termin,  Civitanova
- Awans do półfinału kontynentalnego: 2 – RFN i Austria

| Miejsce | Kraje    | Suma | Zawodnicy                                                                        | Pkt.       | Pkt bieg. |
| ------- | -------- | ---- | -------------------------------------------------------------------------------- | ---------- | --------- |
| 1       | RFN      | 33   | Hans Wassermann Christoph Betzl Fritz Baur Georg Gilgenreiner Jan Käter          | 11 7 6 5 4 | b.d       |
| 2       | Austria  | 26   | Josef Haider Herbert Szerecs Hubert Fischbacher Adi Funk brak zawodnika          | 8 8 5 -    | b.d       |
| 3       | Włochy   | 22   | Guiseppe Marzotto Francesco Biginato Luigi Bazan Dario Casarsa Armando Terenzani | 11 6 2 1   | b.d       |
| 4       | Holandia | 15   | Henny Kroeze Henk Stenam Fritz Koppe Piet Seur Tonny Egges                       | 9 3 2 1 0  | b.d       |

#### Drugi ćwierćfinał
nieznany termin,  Debreczyn
- Awans do półfinału kontynentalnego: 2 – Czechosłowacja i Węgry

| Miejsce | Kraje          | Suma | Zawodnicy                                                                      | Pkt.       | Pkt bieg. |
| ------- | -------------- | ---- | ------------------------------------------------------------------------------ | ---------- | --------- |
| 1       | Czechosłowacja | 32   | Jan Klokočka Josef Minařík Jan Verner Václav Hejl Jan Hádek                    | 12 7 6 4 3 | b.d       |
| 2       | Węgry          | 31   | István Sziraczky János Berki Pál Perényi János Szöke brak zawodnika            | 10 9 7 5 - | b.d       |
| 3       | Bułgaria       | 24   | Petyr Petkow Angeł Eftimow Orlin Janakiew Christow Simeonow rez. Nikołaj Manew | 8 6 4 ns   | b.d       |
| 4       | Jugosławia     | 8    | Stefan Kekec Đuro Fleten Josip Frančić Jože Milov brak zawodnika               | 4 2 1 -    | b.d       |

#### Półfinał
- 29 czerwca 1975 r. (niedziela),  Brema
- Awans do finału kontynentalnego: 2 – Czechosłowacja i RFN

| Miejsce | Kraje          | Suma | Zawodnicy                                                                 | Pkt.        | Pkt bieg. |
| ------- | -------------- | ---- | ------------------------------------------------------------------------- | ----------- | --------- |
| 1       | Czechosłowacja | 40   | Václav Verner Jan Klokočka Jiří Štancl Josef Minařík rez. Petr Kučera     | 12 11 9 5 3 | b.d.      |
| 2       | RFN            | 32   | Egon Müller Christoph Betzl Hans Wassermann Fritz Baur Georg Gilgenreiner | 10 8 4 2    | b.d.      |
| 3       | Austria        | 12   | Walter Grubmüller Adi Funk Josef Haider Alex Taudtmann Herbert Szerecs    | 6 4 2 0 0   | b.d.      |
| 4       | Węgry          | 11   | János Jakab István Sziraczky Pál Perényi János Berki János Szöke          | 4 4 2 1 0   | b.d.      |

#### Finał
- 12 lipca 1975 r. (sobota),  Slaný
- Awans do Finału Światowego: 2 – Związek Radziecki i Polska

| Miejsce | Kraje             | Suma | Zawodnicy                                                                               | Pkt.       | Pkt bieg. |
| ------- | ----------------- | ---- | --------------------------------------------------------------------------------------- | ---------- | --------- |
| 1       | Związek Radziecki | 32   | Władimir Gordiejew Walerij Gordiejew Wiktor Trofimow Grigorij Chłynowski brak zawodnika | 10 9 7 6 3 | b.d       |
| 2       | Polska            | 28   | Henryk Glücklich Zenon Plech Marek Cieślak Jerzy Rembas brak zawodnika                  | 11 7 6 4 - | b.d       |
| 3       | Czechosłowacja    | 26   | Jan Klokočka Jiří Štancl Václav Verner Jan Hádek Petr Kučera                            | 9 8 6 3 0  | b.d       |
| 4       | RFN               | 10   | Egon Müller Christoph Betzl Hans Wassermann Fritz Baur Georg Gilgenreiner               | 5 2 1 0    | b.d       |

### Runda skandynawska
- 8 czerwca 1975 r. (niedziela),  Målilla
- Awans do Finału Światowego: 1 – Szwecja

| Miejsce | Kraje     | Suma | Zawodnicy                                                              | Pkt.        | Pkt bieg. |
| ------- | --------- | ---- | ---------------------------------------------------------------------- | ----------- | --------- |
| 1       | Szwecja   | 38   | Tommy Johansson Bernt Persson Tommy Jansson Sören Sjösten Jan Simensen | 12 10 9 4 3 | b.d       |
| 2       | Dania     | 25   | Ole Olsen Jan Henningsen Kurt Bøgh Leif Berlin brak zawodnika          | 10 6 5 4 -  | b.d       |
| 3       | Norwegia  | 17   | Öyvind Berg Dag Lövaas Reidar Eide Jan Gravningen Helge Langli         | 7 7 3 0 0   | b.d       |
| 4       | Finlandia | 16   | Ila Teromaa Kai Niemi Markku Helminen Pekka Paljakka Kari Vuoristo     | 6 4 3 2 1   | b.d       |

### Runda brytyjska
- 14 lipca 1975 r. (poniedziałek),  Reading
- Awans do Finału Światowego: 1 – Anglia

| Miejsce | Kraje         | Suma | Zawodnicy                                                                | Pkt.       | Pkt bieg. |
| ------- | ------------- | ---- | ------------------------------------------------------------------------ | ---------- | --------- |
| 1       | Anglia        | 37   | Peter Collins Dave Jessup John Louis Ray Wilson rez. Malcolm Simmons     | 10 10 7 ns | b.d       |
| 2       | Australia     | 24   | John Boulger Phil Crump Billy Sanders Phil Herne rez. Bob Humphries      | 9 6 5 4 ns | b.d       |
| 3       | Nowa Zelandia | 21   | Ivan Mauger Gary Peterson Barry Briggs Bruce Cribb rez. Larry Ross       | 11 4 3 0   | b.d       |
| 4       | Szkocja       | 14   | Jim McMillan Bobby Beaton George Hunter Brian Collins rez. Jim Gallagher | 8 3 2 1 ns | b.d       |

## Finał Światowy
- 21 września 1975 r. (niedziela),  Norden

| Miejsce | Kraje             | Suma | Zawodnicy                                                                                       | Pkt.          | Pkt bieg. |
| ------- | ----------------- | ---- | ----------------------------------------------------------------------------------------------- | ------------- | --------- |
| 1       | Anglia            | 41   | Peter Collins Malcolm Simmons Martin Ashby John Louis rez. Dave Jessup                          | 12 11 10 8 ns | b.d       |
| 2       | Związek Radziecki | 29   | Walerij Gordiejew Grigorij Chłynowski Wiktor Trofimow Władimir Gordiejew rez. Michaił Starostin | 8 8 5 ns      | b.d       |
| 3       | Szwecja           | 17   | Anders Michanek Tommy Jansson Bernt Persson Sören Sjösten rez. Sören Karlsson                   | 8 4 2 1       | b.d       |
| 4       | Polska            | 9    | Marek Cieślak Henryk Glücklich Edward Jancarz Zenon Plech rez. Jerzy Rembas                     | 4 2 1 0 2     | b.d       |

## Tabela końcowa
| Miejsce | Kraj              |
| 1       | Anglia            |
| 2       | Związek Radziecki |
| 3       | Szwecja           |
| 4       | Polska            |
| 5       | Dania             |
|         | Australia         |
| 7       | Czechosłowacja    |
|         | Nowa Zelandia     |
|         | Norwegia          |
| 10      | RFN               |
|         | Finlandia         |
|         | Szkocja           |
| 13      | Austria           |
|         | Węgry             |
| 15      | Włochy            |
|         | Bułgaria          |
| 17      | Holandia          |
|         | Jugosławia        |